# Maesa arunachalensis
Maesa arunachalensis är en viveväxtart som beskrevs av G.S. Giri, S.K. Das och M.P. Nayar. Maesa arunachalensis ingår i släktet Maesa och familjen viveväxter. Inga underarter finns listade i Catalogue of Life.